# Rojo naranja
Rojo naranja es el color o los colores que se perciben como intermedios entre el rojo y el naranja; corresponden a la fotorrecepción de una luz cuya longitud de onda dominante se encuentre entre los 618 y 619 nm. Además, cualquier color entre el rojo y el naranja puede ser considerado rojo naranja cuando no pueda percibirse un predominio evidente de uno de aquellos colores sobre el otro.

## Sinonimia y ortografías alternativas
También se dice naranja rojo, naranjarrojo y rojonaranja, y puede escribirse rojo–naranja y naranja–rojo. También recibe el nombre de rojo aurora, por su semblanza con el amanecer.
En algunos lugares se le da el nombre de rojo ladrillo o simplemente ladrillo, dado el color de los mismos.
También se le conoce como capuchina o rojo capuchino, por la flor del tropaeolum majus.

## Comparación con colores próximos
Debajo se dan muestras de las coloraciones estándar próximas al rojo naranja, a fin de facilitar su comparación entre sí.

En los diagramas y círculos de colores de veinticuatro tonalidades, el rojo naranja también se encuentra entre el rojo anaranjado y el naranja rojizo.

## Propiedades

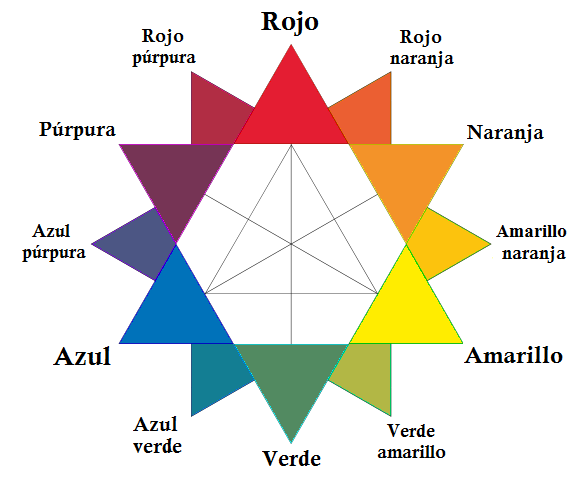
Lugar en el círculo cromático tradicional.

El rojo naranja tiene propiedades psicológicas y simbólicas similares a las del rojo. En el espectro visible se ubica entre el rojo y el naranja; lo mismo en la representación tradicional del arco iris, así como en el círculo cromático.

## Muestras rojo anaranjadas
| Nombre               | Muestra | Cod. Hex. | RGB | RGB | RGB | HSV | HSV  | HSV  |
| -------------------- | ------- | --------- | --- | --- | --- | --- | ---- | ---- |
| Azarcón o plomo rojo |         | #ff4000   | 255 | 64  | 0   | 15° | 100% | 100% |
| Bermellón            |         | #E62E00   | 230 | 46  | 0   | 12° | 100% | 90%  |
| Caoba                |         | #C04000   | 192 | 64  | 0   | 20° | 100% | 75%  |
| Rojo naranja         |         | #C93C20   | 201 | 60  | 32  | 10° | 84%  | 79%  |
| Salmón               |         | #F28773   | 242 | 135 | 115 | 9°  | 52%  | 95%  |
| Mamey                |         | #F06030   | 240 | 96  | 48  | 15° | 80%  | 94%  |
| Zapote               |         | #CC5630   | 204 | 86  | 48  | 15° | 76%  | 80%  |

## Color web
Los colores HTML establecidos por protocolos informáticos para su uso en páginas web incluyen el rojo naranja que se muestra debajo. En programación es posible invocarlo por su nombre, además de por su valor hexadecimal. Véase colores HTML.
|           | Orange red          |
| HTML      | #FF4500             |
| RGB       | (255, 69, 0)        |
| HSV       | (16°, 100 %, 100 %) |
| Protocolo | X11                 |

## Galería

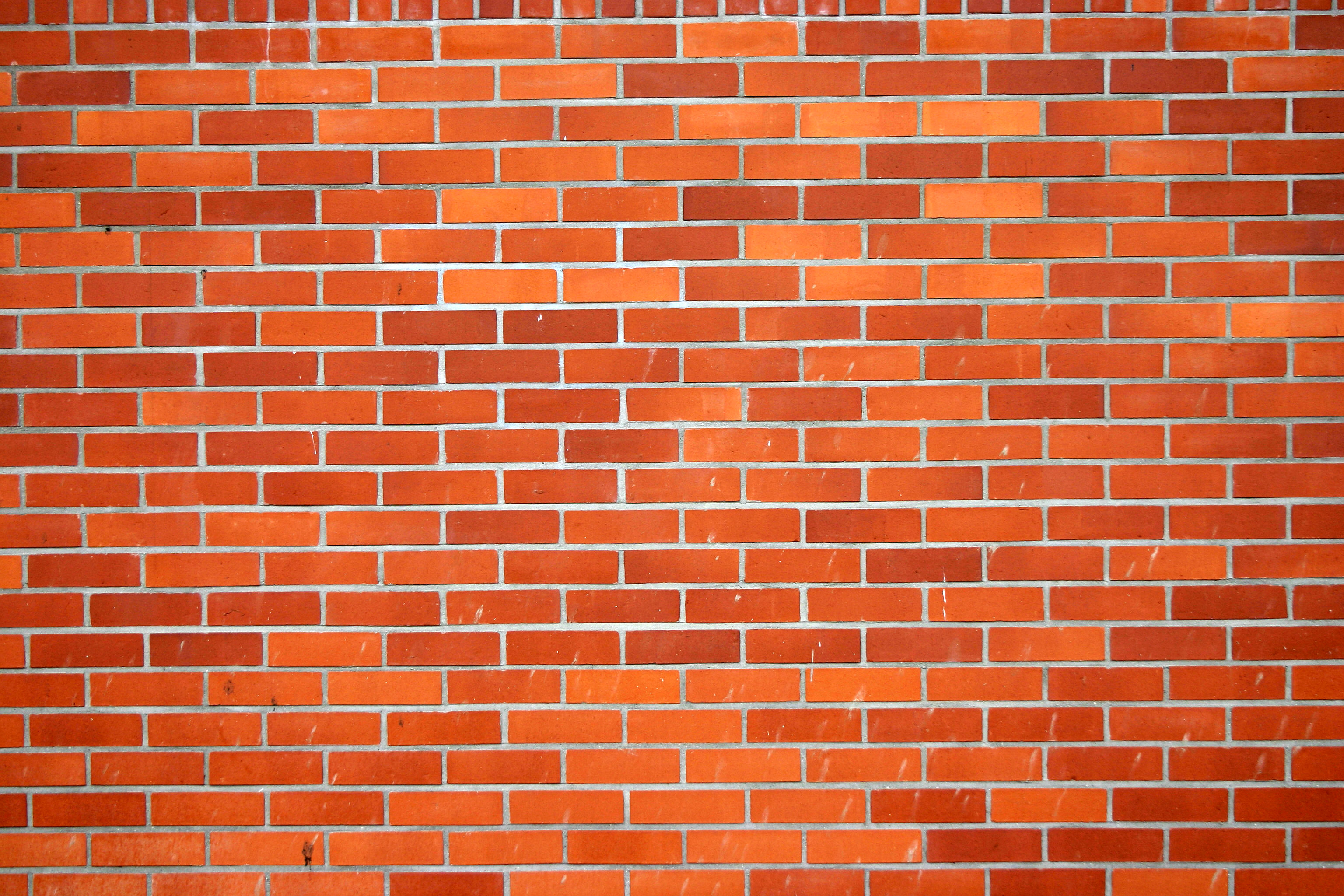
El color rojo ladrillo de una pared de ladrillos
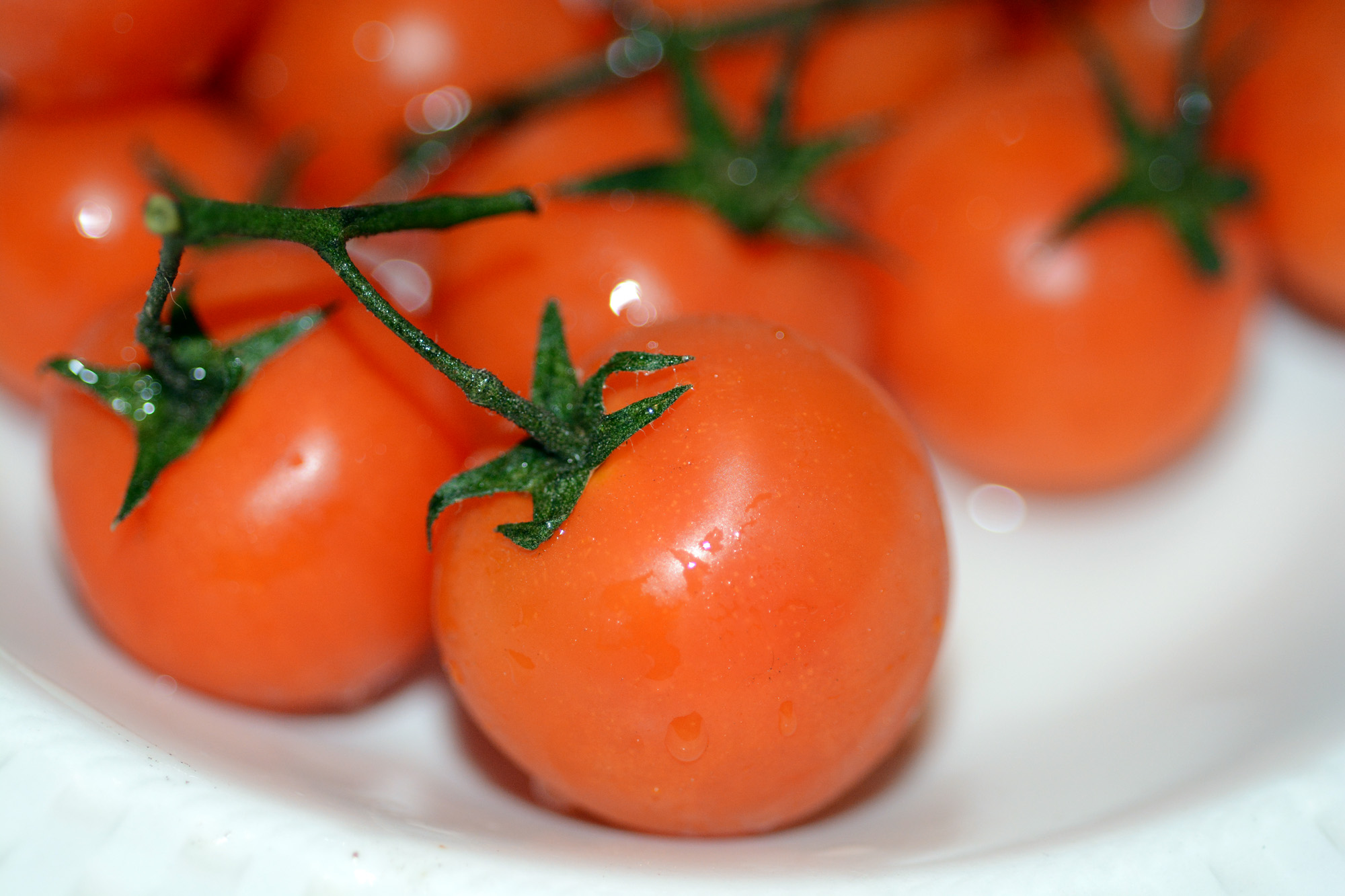
Color tomate del tomate
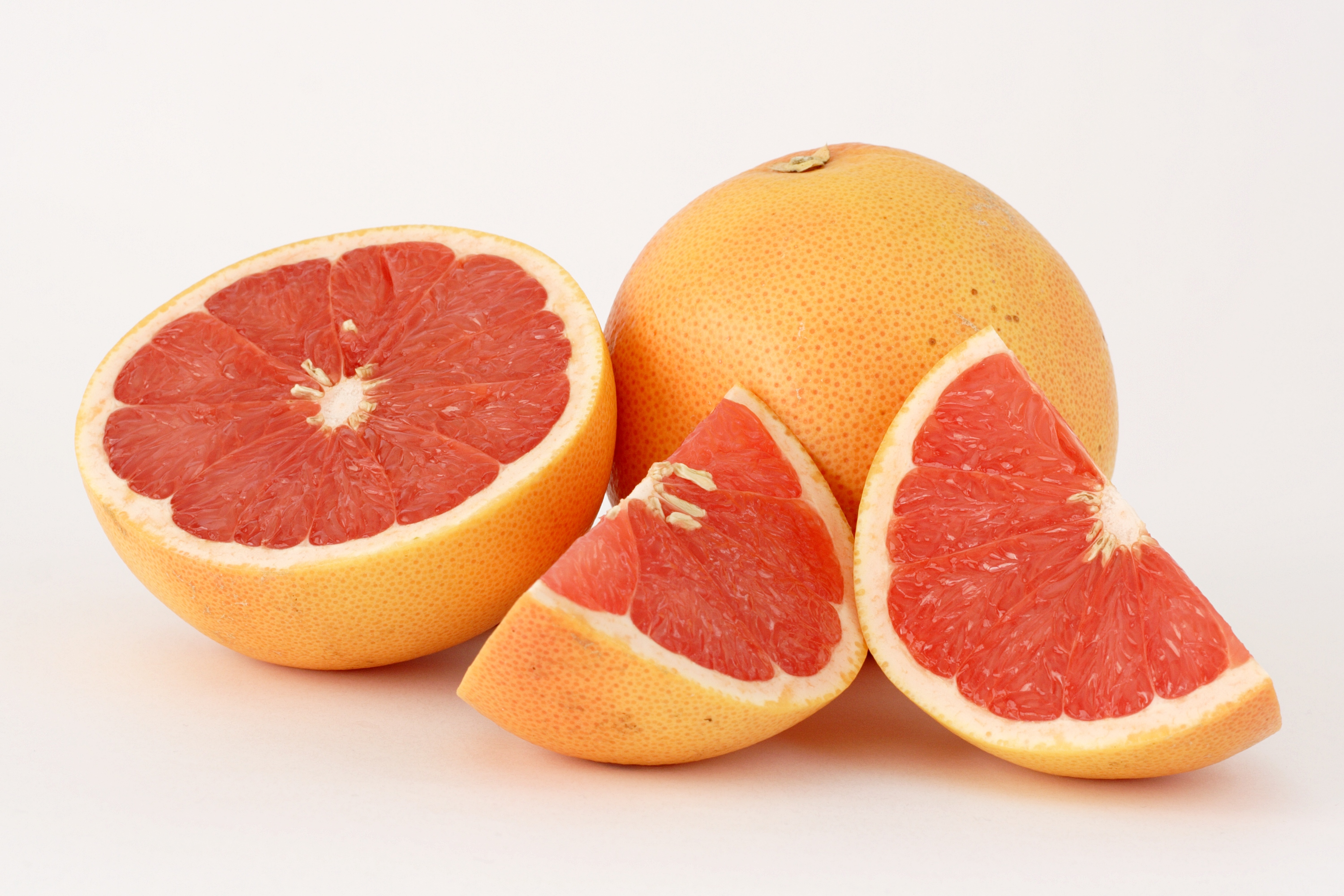
Pomelo o toronja
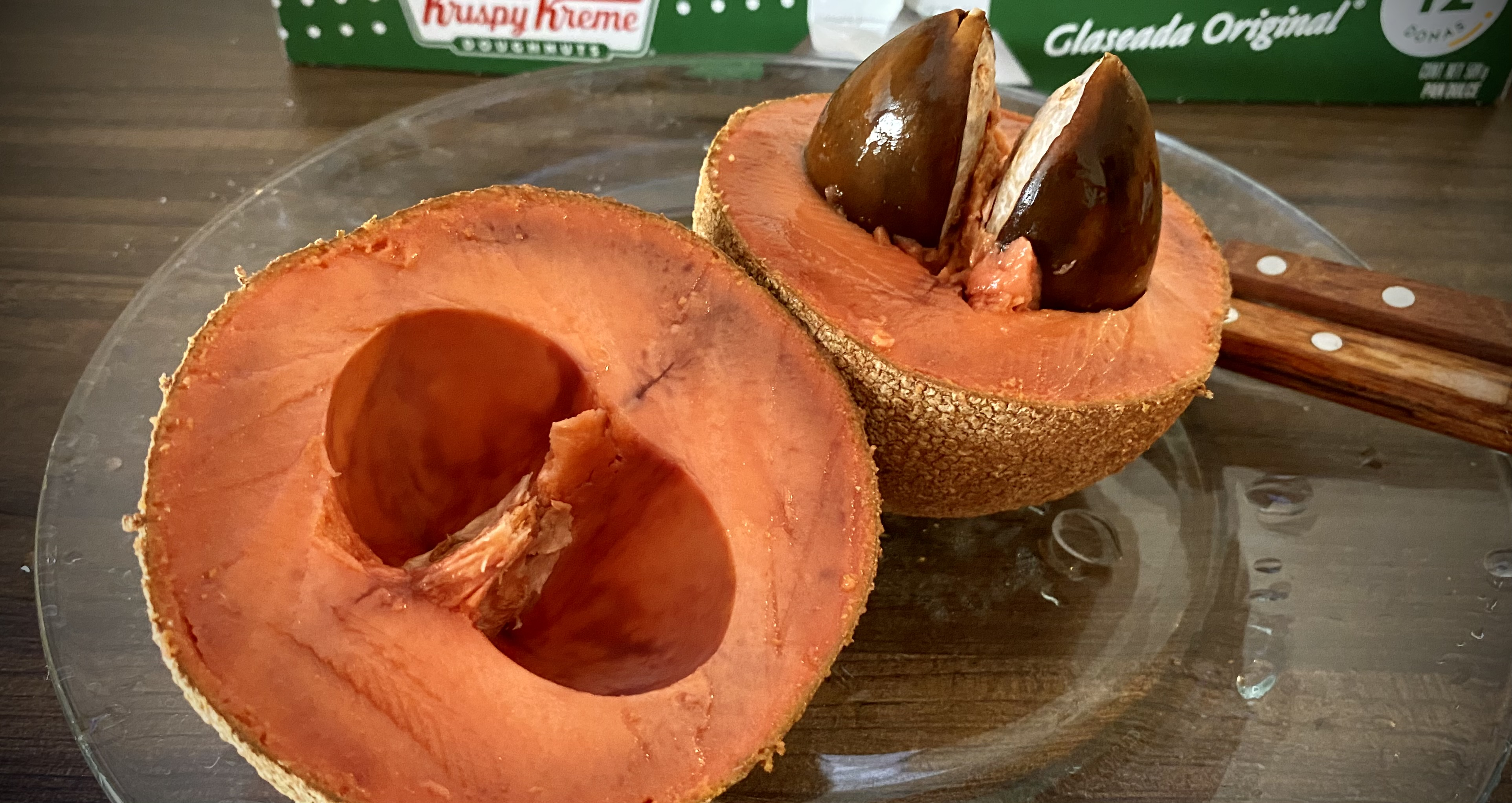
Mamey
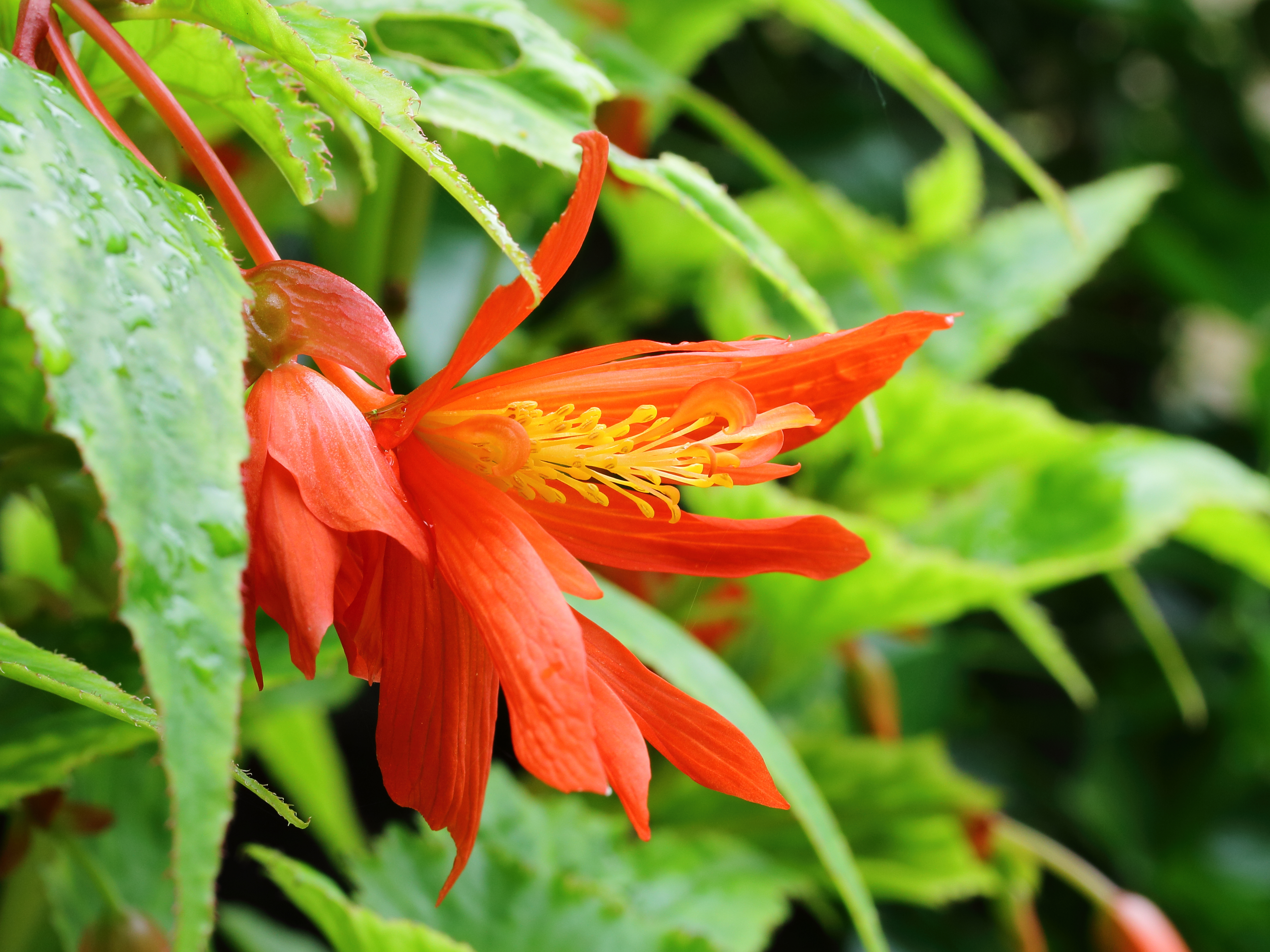
Begonia
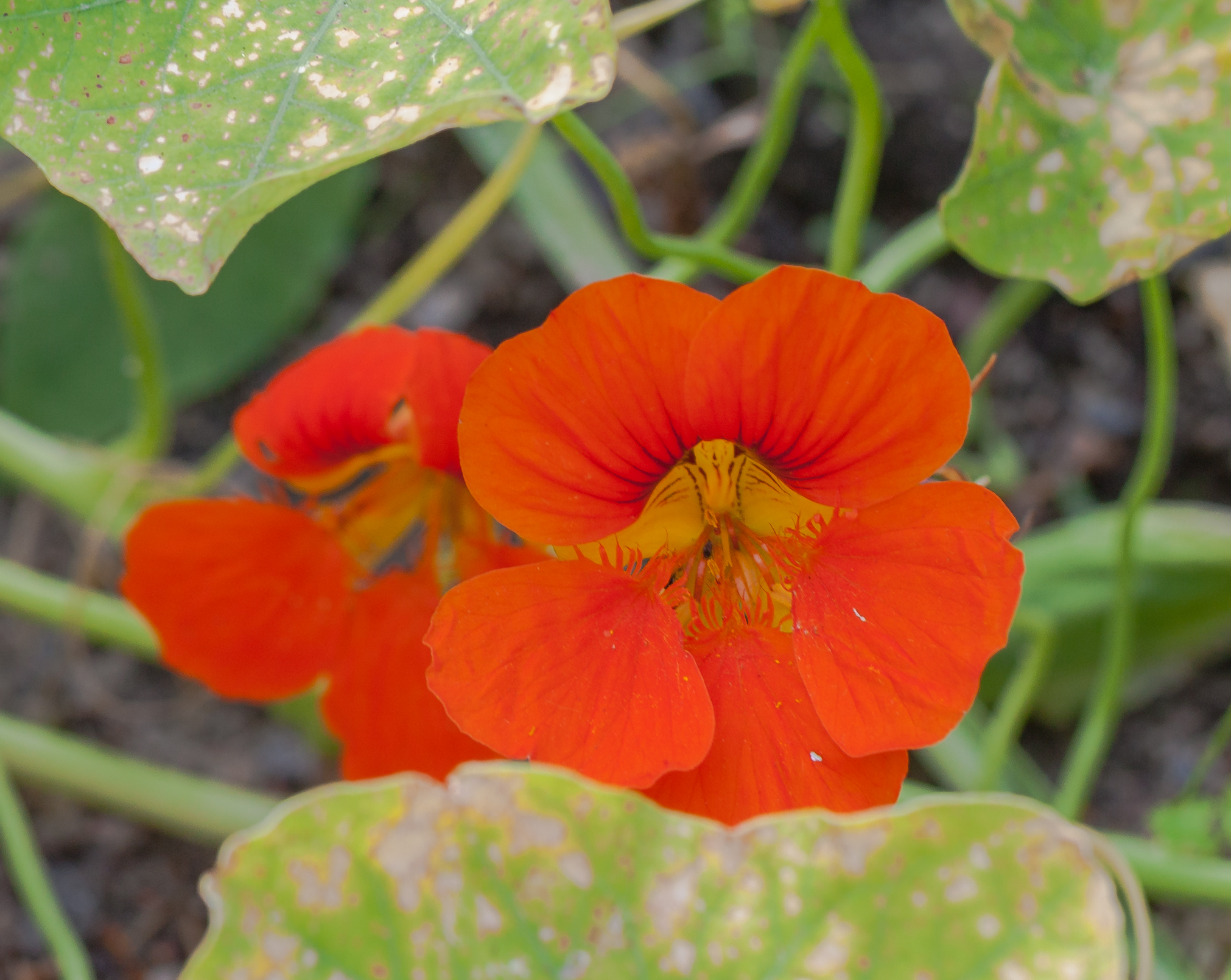
Flor capuchina
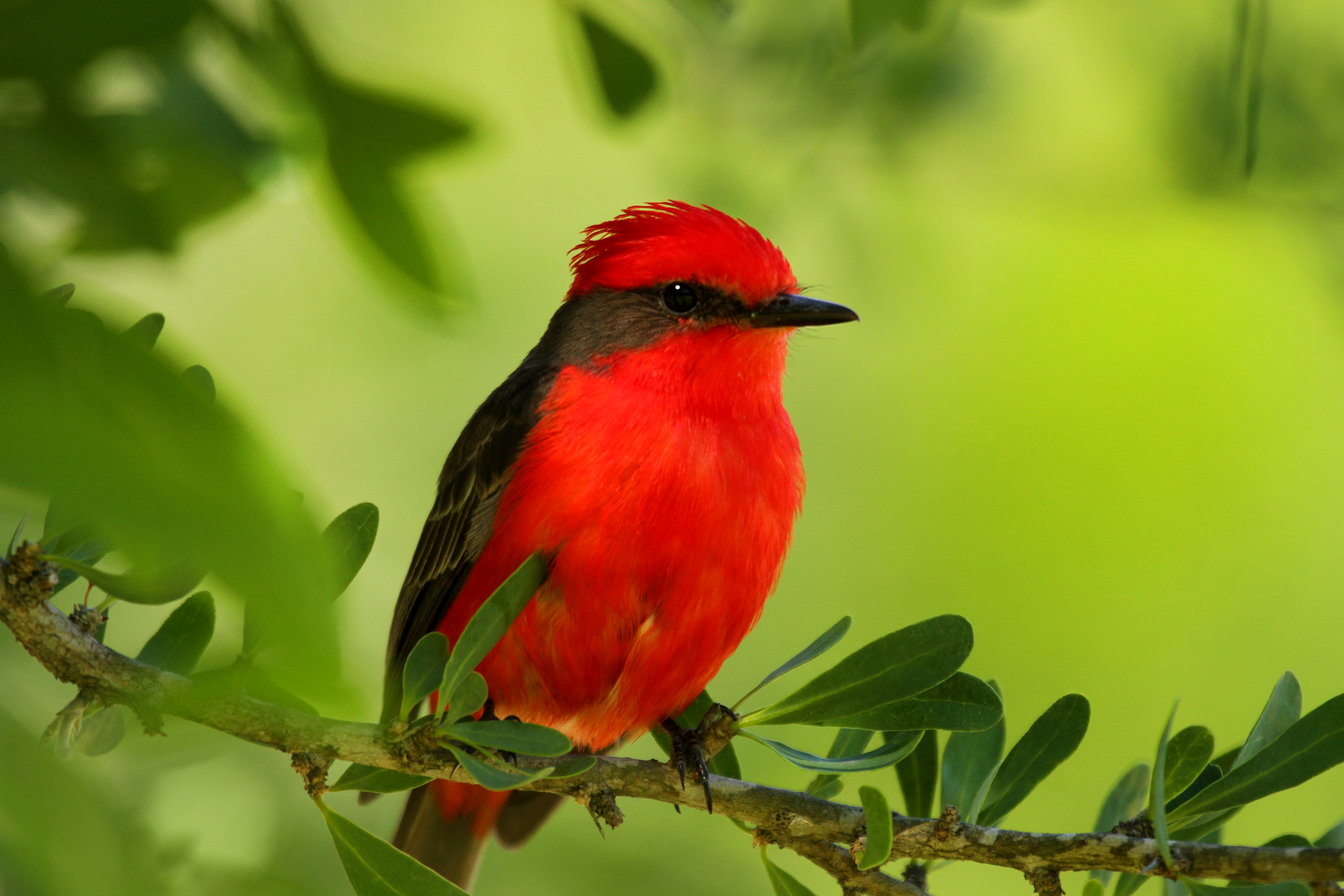
Color bermellón del pájaro mosquero bermellón
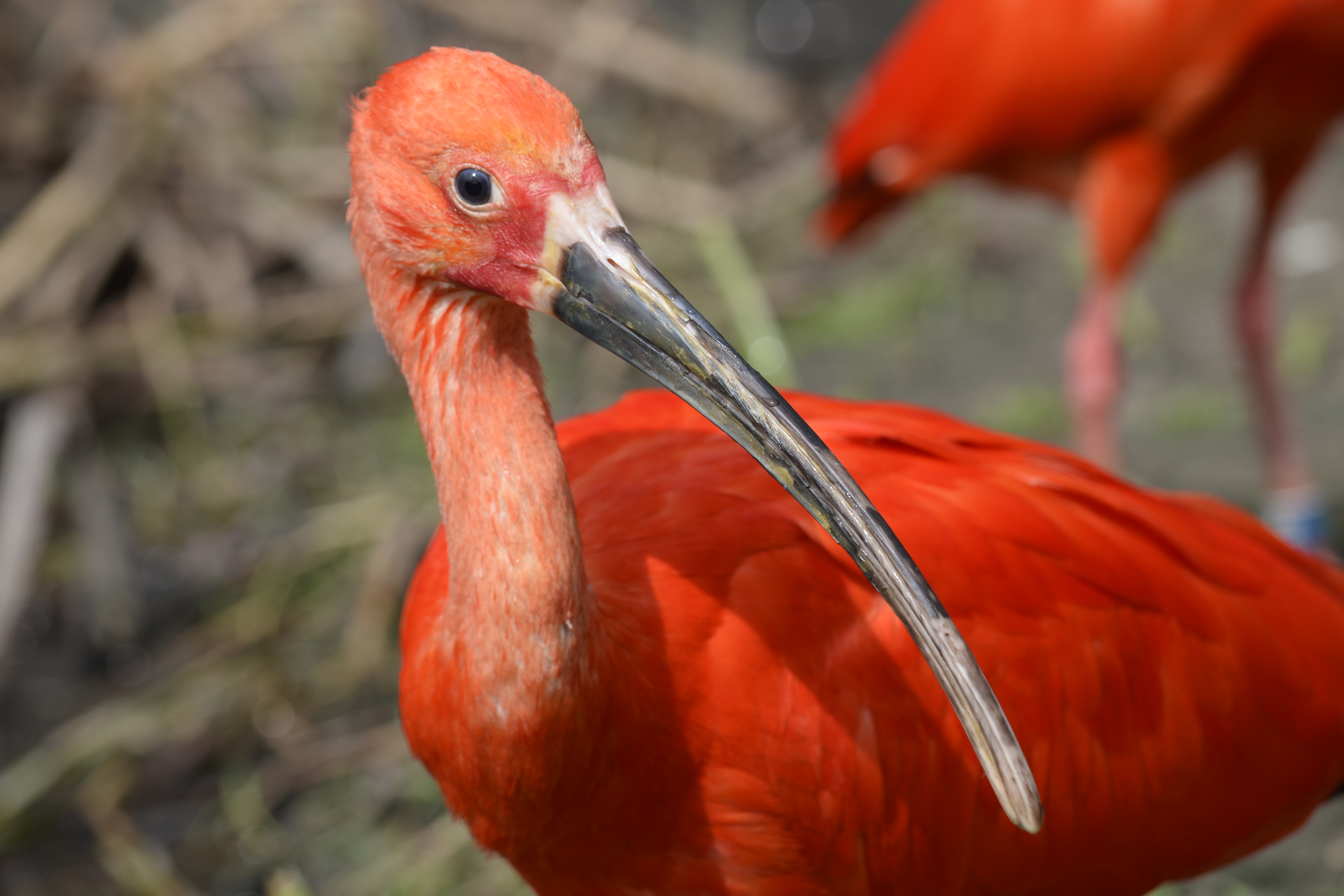
Ibis escarlata
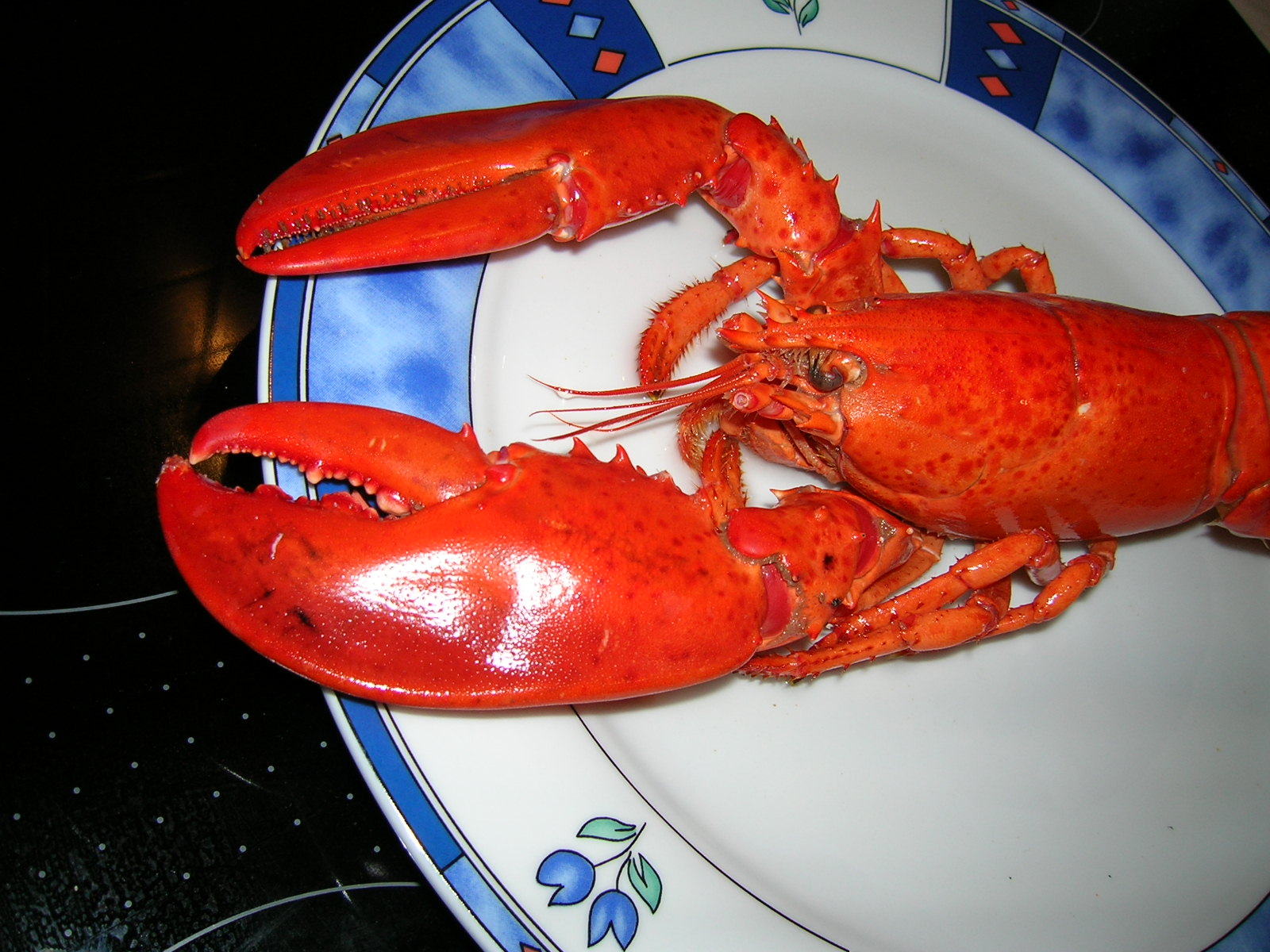
Langosta
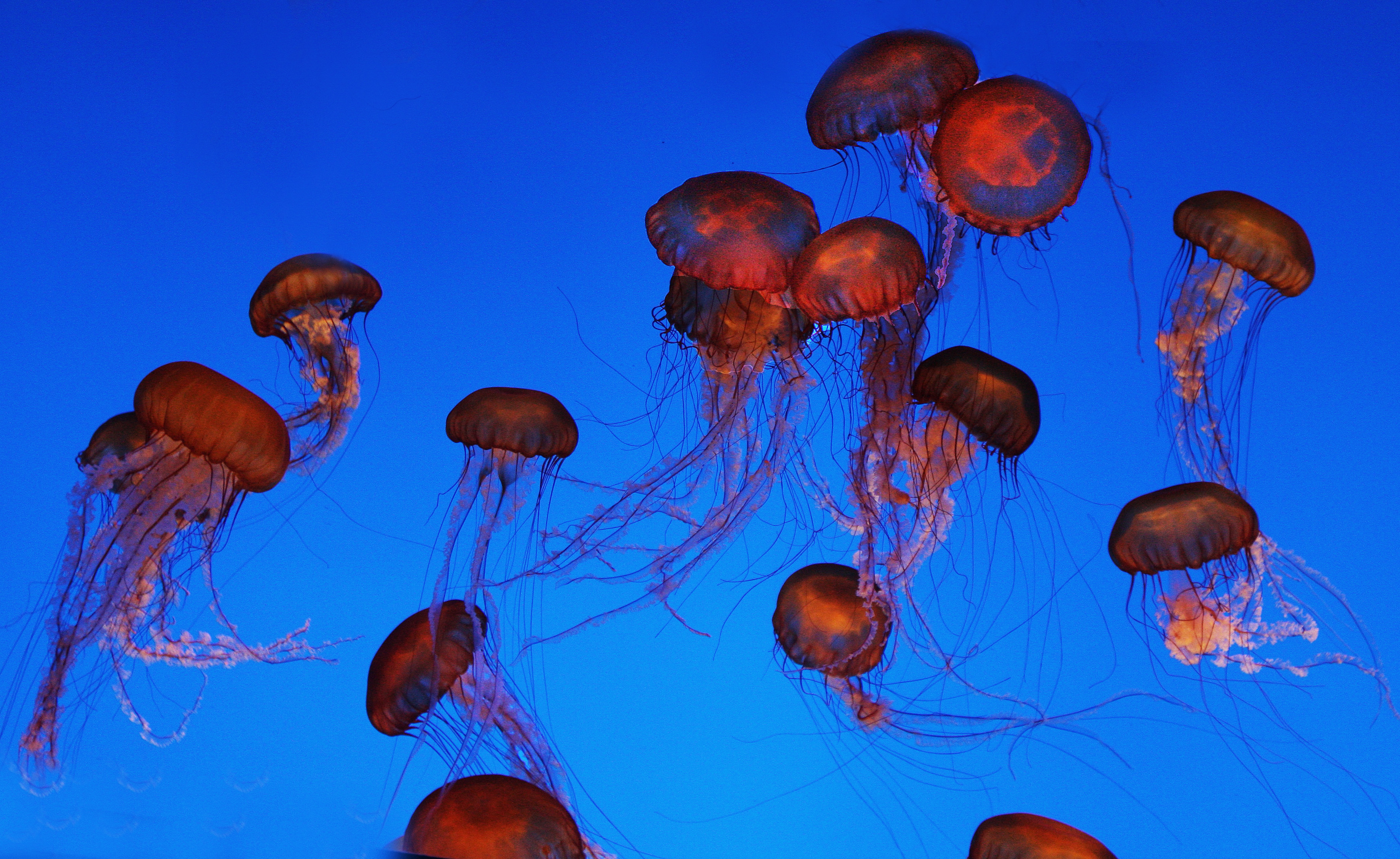
Medusas
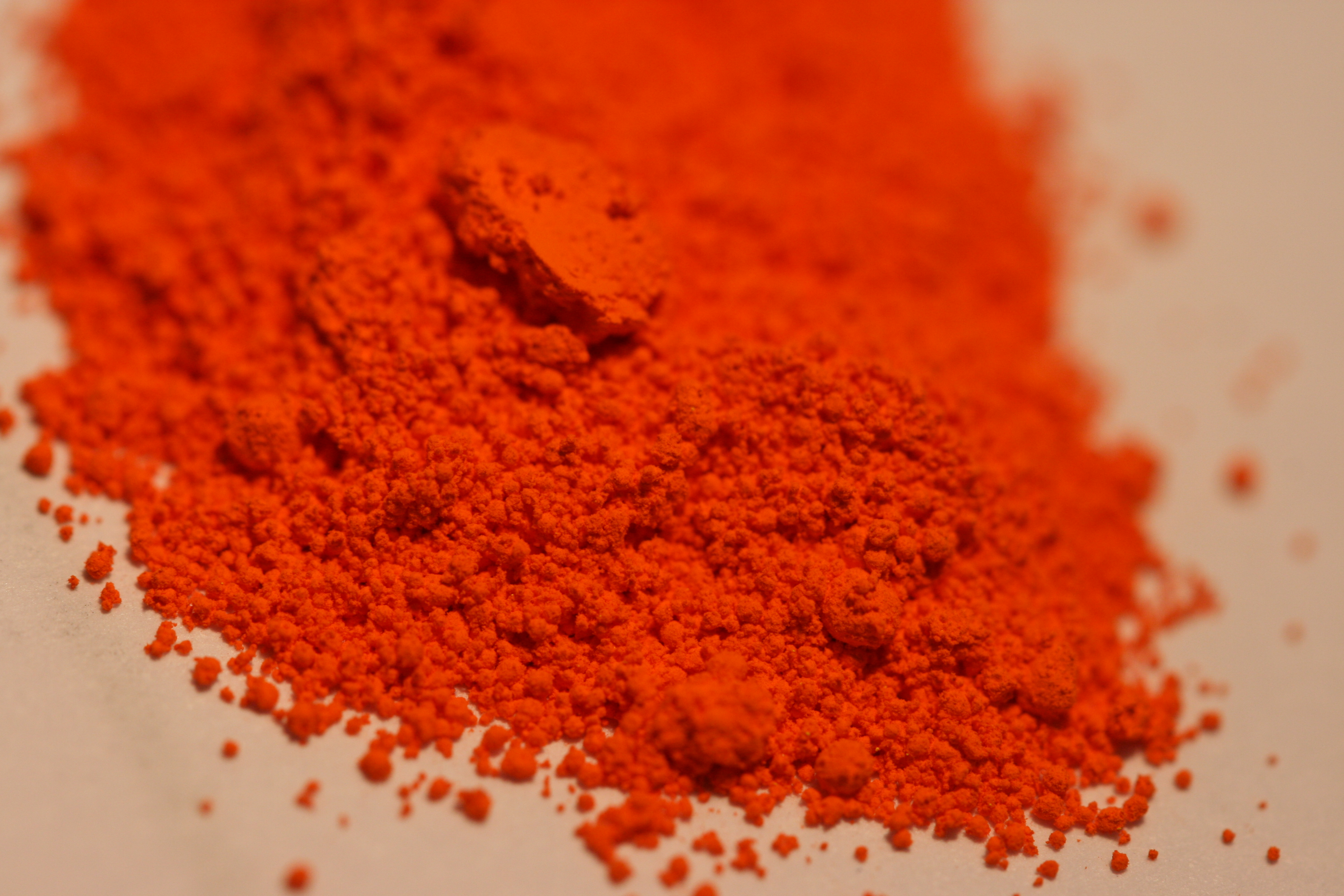
Pigmento naranja cadmio
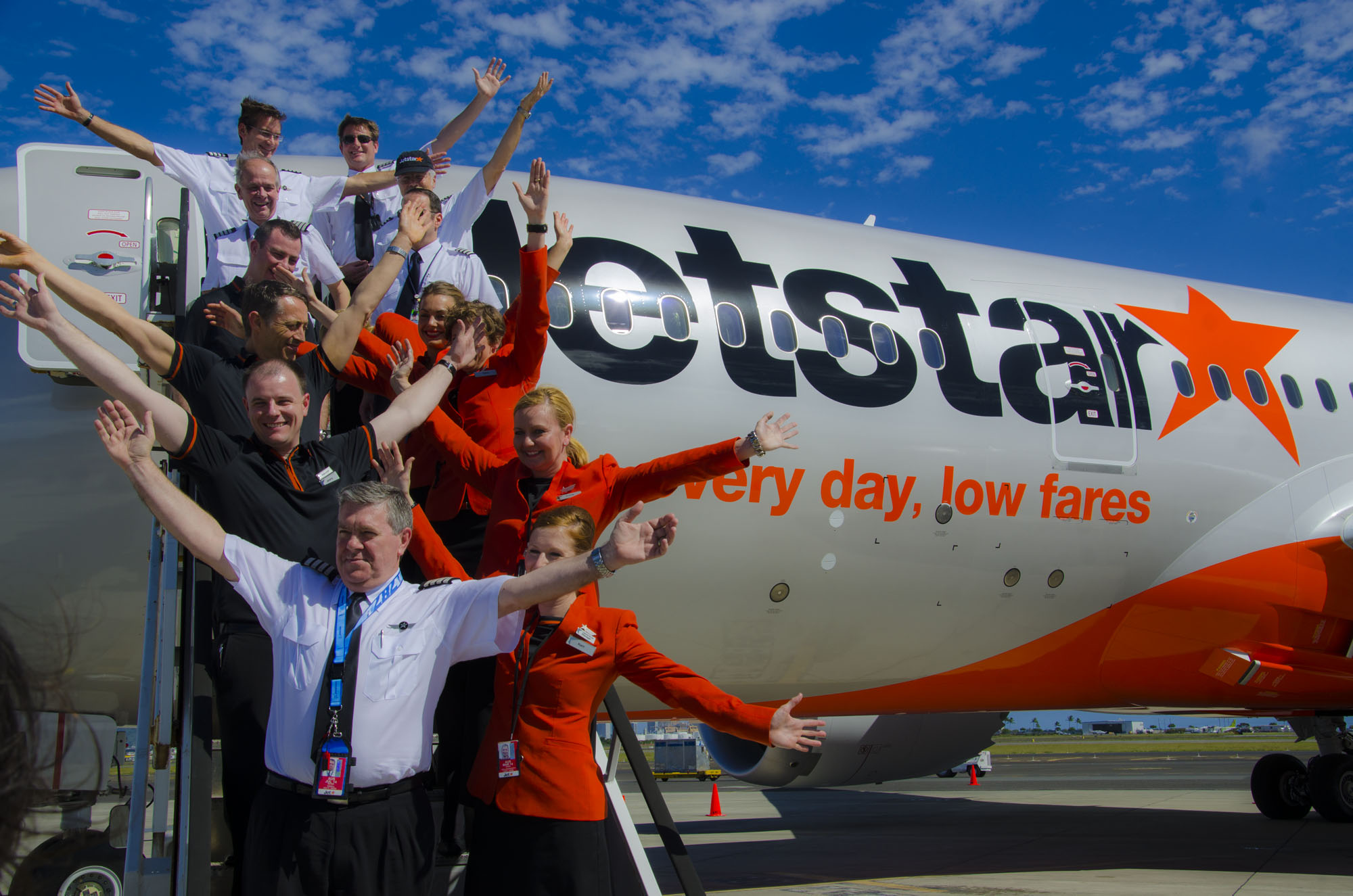
Uniforme de la línea australiana Jetstar
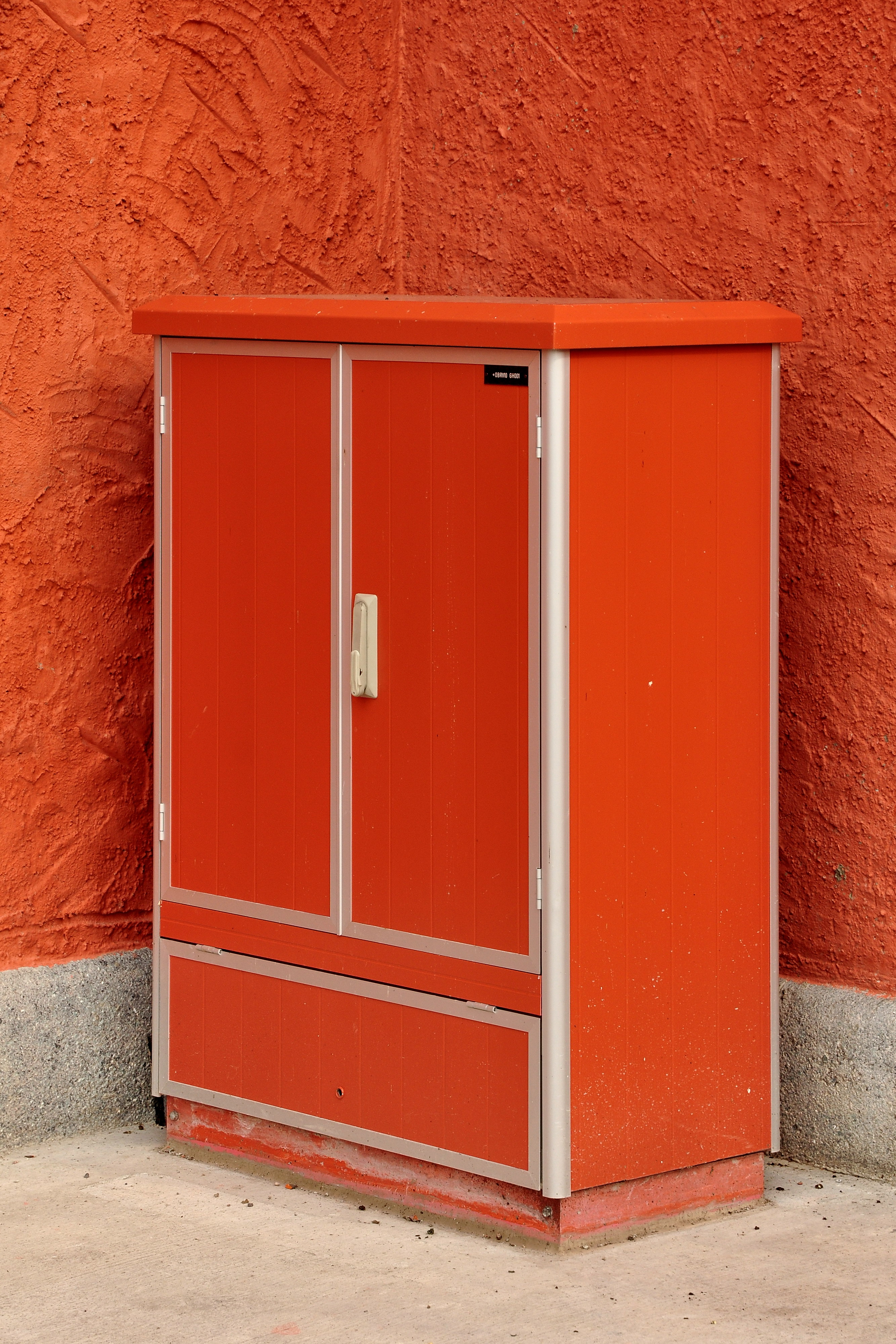
Uso decorativo
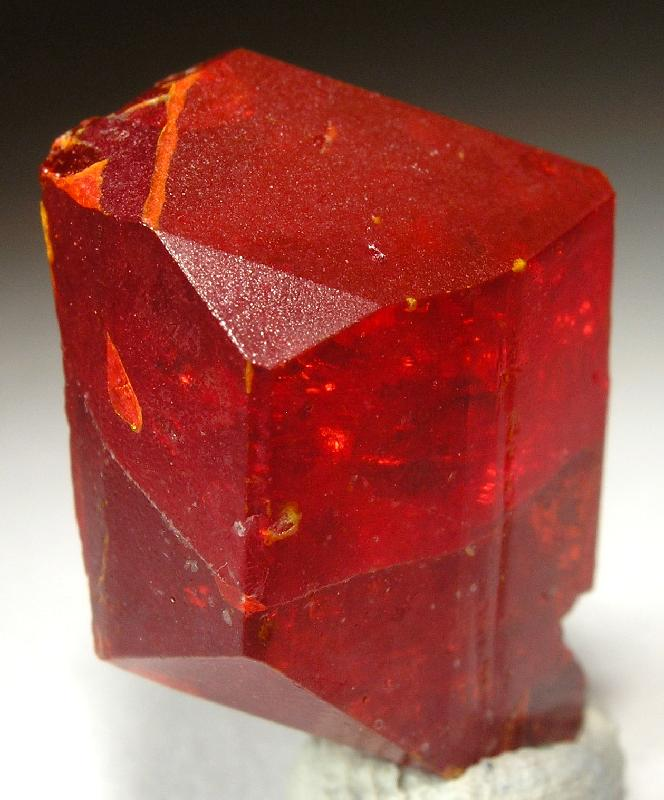
Rejalgar